# Only in Your Heart
Only in Your Heart è un brano musicale del gruppo musicale pop rock America, pubblicato nel 1973 come terzo singolo per il loro secondo album, Homecoming. Fu scritto dal membro Gerry Beckley e prodotto dallo stesso gruppo. 
Il singolo contiene sul lato B Moon Song.
La canzone raggiunse la sessantaduesima posizione nella Billboard Hot 100.